# Super–Vocal
《Super–Vocal》은 2018년부터 2019년까지 중국에서 방송된 가수 경연 프로그램이다.